# Disa danielae
Disa danielae är en orkidéart som beskrevs av Daniel Geerinck. Disa danielae ingår i släktet Disa och familjen orkidéer. Inga underarter finns listade i Catalogue of Life.